# بيتن رويس
كاسي ماكنتوش (بالإنجليزية: Peyton Royce) (مواليد 10 نوفمبر 1992) مصارعة أسترالية محترفة تلعب في اتحاد دبليو دبليو إي تحت اسم بيتن رويس ،وتؤدي ضمن علامة دبليو دبليو إي سماكداون التجارية.

## نشأتها
ولدت ماكنتوش في سيدني ، نيو ساوث ويلز ، وانتقل لاحقًا إلى ملبورن ، وفيكتوريا ، ثم كالغاري ، ألبرتا ، كندا للتدريب مع لانس ستورم. قبل تدريبها ، برعت في الرقص. التحقت بالمدرسة الثانوية نفسها ، مدرسة ويستفيلدز الرياضية الثانوية، بصفتها زميلة مصارعة وشريكة مستقبلية في فريق العلامات بيلي كاي. بدأت ماكنتوش بمشاهدة المصارعة في سن التاسعة ، واستشهدت بإيدي غيريرو كمصدر إلهام لها لتصبح مصارعًا محترفًا.

## روابط خارجية
- بيتن رويس على موقع IMDb (الإنجليزية)
- بيتن رويس على موقع دبليو دبليو إي (الإنجليزية)
- بيتن رويس على موقع WrestlingData.com (الإنجليزية)
- بيتن رويس على موقع CageMatch worker (الإنجليزية)
- بيتن رويس على موقع قاعدة بيانات المصارعة على الإنترنت (الإنجليزية)
- بيتن رويس على موقع عالم المصارعة على الإنترنت (الإنجليزية)
- بيتن رويس على موقع عالم المصارعة على الإنترنت (الإنجليزية)
- صفحة Peyton Royce على دبليو دبليو إي.كوم
- WWEPeytonRoyce على تويتر.
- بيتن رويس  على فيسبوك.
- بيتن رويس على إنستغرام